# Bruvo

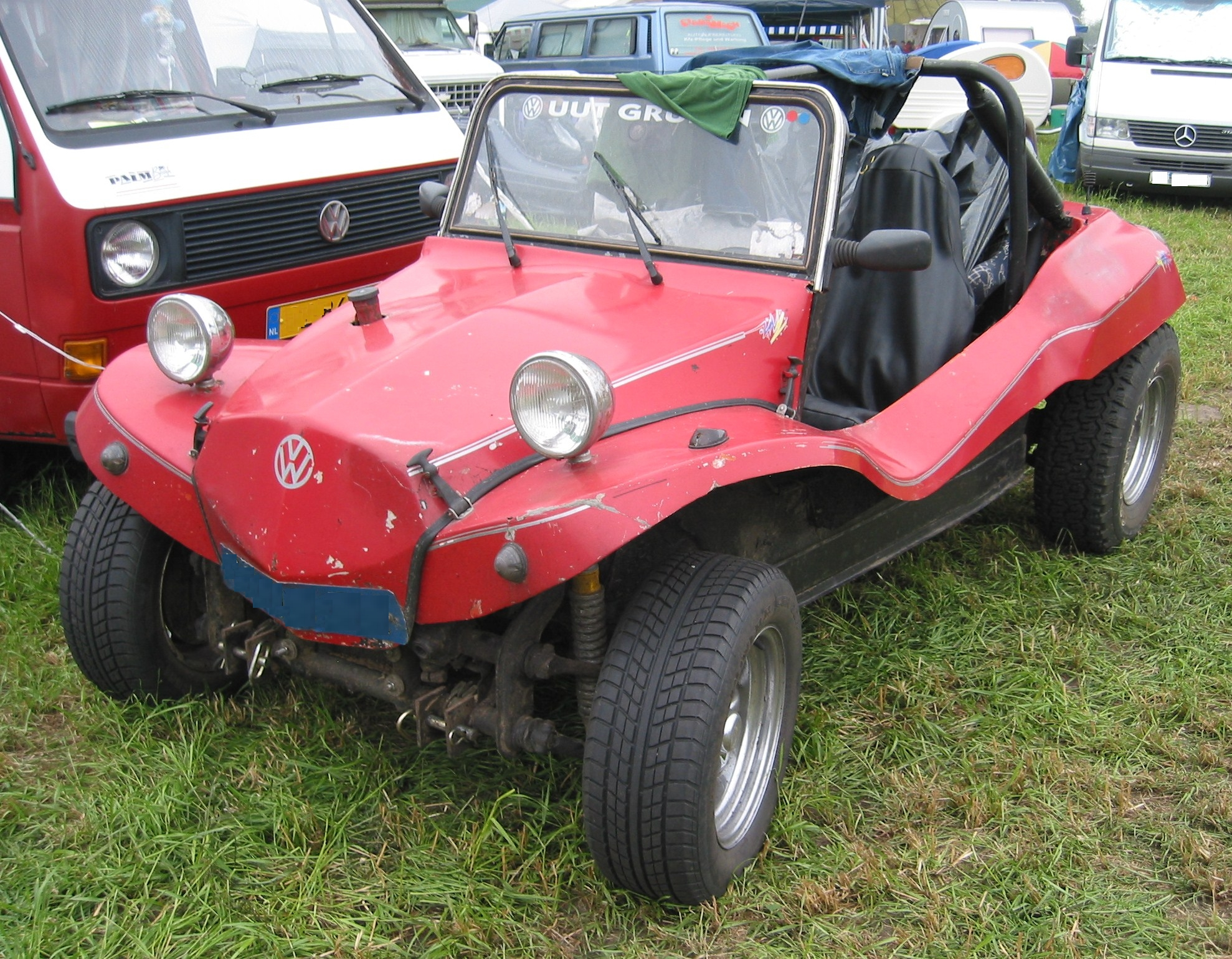
Bruvo Buggy

Bruvo B.V. war ein niederländischer Hersteller von Automobilen.

## Unternehmensgeschichte
Frits de Vos fertigte 1968 einen Buggy für seinen eigenen Bedarf. Sein Freund Bernard de Bruyn half ihm dabei finanziell. 1970 gründeten sie gemeinsam das Unternehmen Bruvo B.V.  1972 endete die Produktion nach etwa 300 hergestellten Exemplaren.

## Automobile
Das einzige Modell war ein Buggy, der auf ungekürzten Fahrgestellen vom VW Käfer entstand. Die Preise betrugen 2000 Niederländische Gulden für ein Kit, 4600 Gulden für ein komplettes Fahrzeug in Standardausführung und 7500 Gulden für die Luxusausführung, die einen Motor mit 1500 cm³ Hubraum hatte.